# Rajnai Zoltán
Rajnai Zoltán (1962. december 21.) mérnök ezredes, egyetemi tanár. 2015-től az Óbudai Egyetem Bánki Donát Gépész és Biztonságtechnikai Mérnöki Karának dékánja, 2025-től az Óbudai Egyetem általános rektorhelyettese.

## Életpályája
Katonai tanulmányait a Zalka Máté Katonai Műszaki Főiskolán, majd a Zrínyi Miklós Katonai Akadémián végezte. Összfegyvernemi alakulatoknál végzett csapatszolgálatot. 1993-tól a Zrínyi Miklós Katonai Akadémián, illetve a Zrínyi Miklós Nemzetvédelmi Egyetemen, a Nemzeti Közszolgálati Egyetem jogelőd intézményeiben dolgozott egyetemi oktatóként.
Párizsban végzett felsőfokú vezérkari vezetőképző tanfolyamot.
A vezetésével alakult meg 2008-ban a Bolyai János Katonai Műszaki Kar és a Nemzetvédelmi Egyetem Híradó tanszékeinek összevonásával a Közszolgálati Egyetemen ma is működő híradó tanszék. 2001-ben doktori fokozatot, 2006-ban habilitációt szerzett. Elnyerte a Magyar Tudományos Akadémia Bolyai Jánosról elnevezett kutatási ösztöndíját.
2007 és 2011 között a COMMIT francia-magyar nemzetközi tudományos (K+F+I) projekt magyarországi programigazgatója volt, ezzel párhuzamosan vendégoktató Franciaországban a Rennes-i Katonai Műszaki Főiskolán.
2012-től a Puskás Tivadar Híradó Bajtársi Egyesület elnöke.

## Elismerései
- Zrínyi Gyűrű – kiváló oktatói munkájáért,
- A francia „Nemzetvédelemért Érdemérem Arany fokozata” (2005) a francia-magyar katonai felsőoktatási együttműködésben végzett munkájáért, a Francia Köztársaság honvédelmi miniszterétől;
- Francia „Nemzeti Érdemrend” lovagi fokozata (2011) a felsőoktatási és tudományos kutatások területén végzett nemzetközi munkásságáért, a Francia Köztársaság elnökétől;
- Puskás Tivadar-díj (2011)
- A Magyar Érdemrend lovagkeresztje (2025)